# 瓜巴龍科
瓜巴龍科（Guaibasauridae）是原始蜥臀目的一科，化石已在巴西與阿根廷等地發現，年代為三疊紀晚期。
瓜巴龍科的實際物種、分類關係仍無定論。瓜巴龍科最初是由約瑟·波拿巴（Jose Bonaparte）與其同事在1999年提出，當時只包含瓜巴龍。瓜巴龍同時具有獸腳亞目與蜥腳形亞目的特徵，因此很難去歸類。
在2007年，瓜巴龍的第二個標本被發現，這個較完整標本有助於與其它早期蜥臀目恐龍相比。波拿巴與其同事根據這個標本，提出農神龍非常類似瓜巴龍，而將其歸類於瓜巴龍科，但是他們並沒有提出瓜巴龍科的系統發生學定義，也沒有將瓜巴龍科定義為演化支。他們另外將所知有限的Agnosphitys歸類於瓜巴龍科。
波拿巴等人發現瓜巴龍科與獸腳亞目有更多的共同特徵，而非早期蜥腳形亞目（或原蜥腳下目）。波拿巴等人宣稱，瓜巴龍科可能位於往蜥腳形亞目的演化過程上的分支，或者是獸腳亞目與蜥腳形亞目的祖先。他們並認為，瓜巴龍科代表者獸腳亞目與蜥腳形亞目的祖先較類似獸腳亞目，而非類似原蜥腳下目。